# Spiraling
Gli Spiraling, conosciuti precedentemente con il nome di You Were Spiraling sono un gruppo rock originario del New Jersey, fondata nel 1998 per iniziativa del tastierista e cantante Tom Brislin.

## Storia
La band ha guadagnato un breve periodo di visibilità nazionale grazie all'album d'esordio, intitolato Transmitter, pubblicato nel 2002; la risposta della critica e popolare all'album è stata molto positiva, ed ha anche attirato l'attenzione del New York Times, che ha dedicato loro un articolo. Il loro suono è stato definito di rock moderno, dinamico, anche grazie all'uso di nuovi sintetizzatori. nel 2008 hanno pubblicato il loro secondo album, Time Travel Made Easy, e nel 2011 la raccolta dal vivo Spiraling Live at Maxwell's.

## I membri della band
I componenti spesso sono impegnati con altri gruppi: la band è costituita dal cantante e tastierista Tom Brislin, membro dei gruppi storici Yes (2000-2003), e Kansas (dal 2018), da Bob Hart, bassista dei Claire and the Reasons, da Marty O'Kane, chitarrista degli April Smith and the Great Picture Show, e dal batterista Paul Wells.

## Discografia

### Album in studio
- 1993 - You Were Spiraling
- 1997 - The Hello CD
- 1999 - Delusions of Grandeur
- 2002 - Transmitter
- 2008 - Time Travel Made Easy

### Live
- Spiraling Live at Maxwell's, 2011

## Formazione

### Attuale
- Tom Brislin, voce, tastiera
- Bob Hart, basso
- Marty O'Kane, chitarra
- Paul Wells, batteria